# Debra Granik
Debra Granik (Cambridge, 6 febbraio 1963) è una regista, sceneggiatrice e direttrice della fotografia statunitense.

## Biografia
Nata a Cambridge, nel Massachusetts, da una famiglia ebraica, è cresciuta nei sobborghi di Washington. Ha frequentato la Brandeis University, dove nel 1985 si è laureata in politica. Dopo la laurea ha seguito in corso di cinema presso la New York University (Tisch School of the Arts). Esordisce alla regia nel 1998 con il cortometraggio Snake Feed, che vince il Short Filmmaking Award al Sundance Film Festival.
Sempre al Sundance Film Festival ottiene nel 2004 dei riconoscimenti per il suo primo lungometraggio Down to the Bone. Il suo secondo film Un gelido inverno, basato sull'omonimo romanzo di Daniel Woodrell, ottiene numerosi riconoscimenti internazionali; ha vinto il Gran premio della giuria: U.S. Dramatic al Sundance Film Festival 2010, ha ottenuto 7 candidature agli Independent Spirit Awards 2011 e 4 candidature agli Oscar, tra cui miglior film.

## Filmografia

### Regista e sceneggiatrice

#### Cinema
- Down to the Bone (2004)
- Un gelido inverno (Winter's Bone) (2010)
- Stray Dog (2014)
- Senza lasciare traccia (Leave No Trace) (2018)

#### Televisione
- Independent Lens – serie TV, 1 episodio (2015) - solo regista

#### Cortometraggi
- Snake Feed (1998)

## Riconoscimenti
- Premio Oscar
  - 2011 – Candidatura per la migliore sceneggiatura non originale per Un gelido inverno